# Xã Martic, Quận Lancaster, Pennsylvania
Xã Martic (tiếng Anh: Martic Township) là một xã thuộc quận Lancaster, tiểu bang Pennsylvania, Hoa Kỳ. Năm 2010, dân số của xã này là 5.190 người.